# Karl Pflüger
Karl Pflüger (* 10. Februar 1884 in Basel; † 24. Februar 1974 ebenda) war ein Schweizer Maler, Kupferstecher, Lithograf und Holzschneider. 

## Werk
Karl Pflüger malte städtische und bäuerliche sowie Motive aus der Basler Fasnacht. Zahlreiche seiner Kupferstiche, Radierungen und Holzschnitte befinden sich im Kupferstichkabinett Basel und in der Graphischen Sammlung der ETH Zürich. Als Mitglied der Basler Sektion der GSMBA nahm er regelmässig an Gruppenausstellungen teil.
Karl Pflüger lebte ab 1920 in Basel und war mit der Grafikerin und Malerin Jeanne (1877–1931) verheiratet.